# Santa Odilia (Friburgo de Brisgovia)

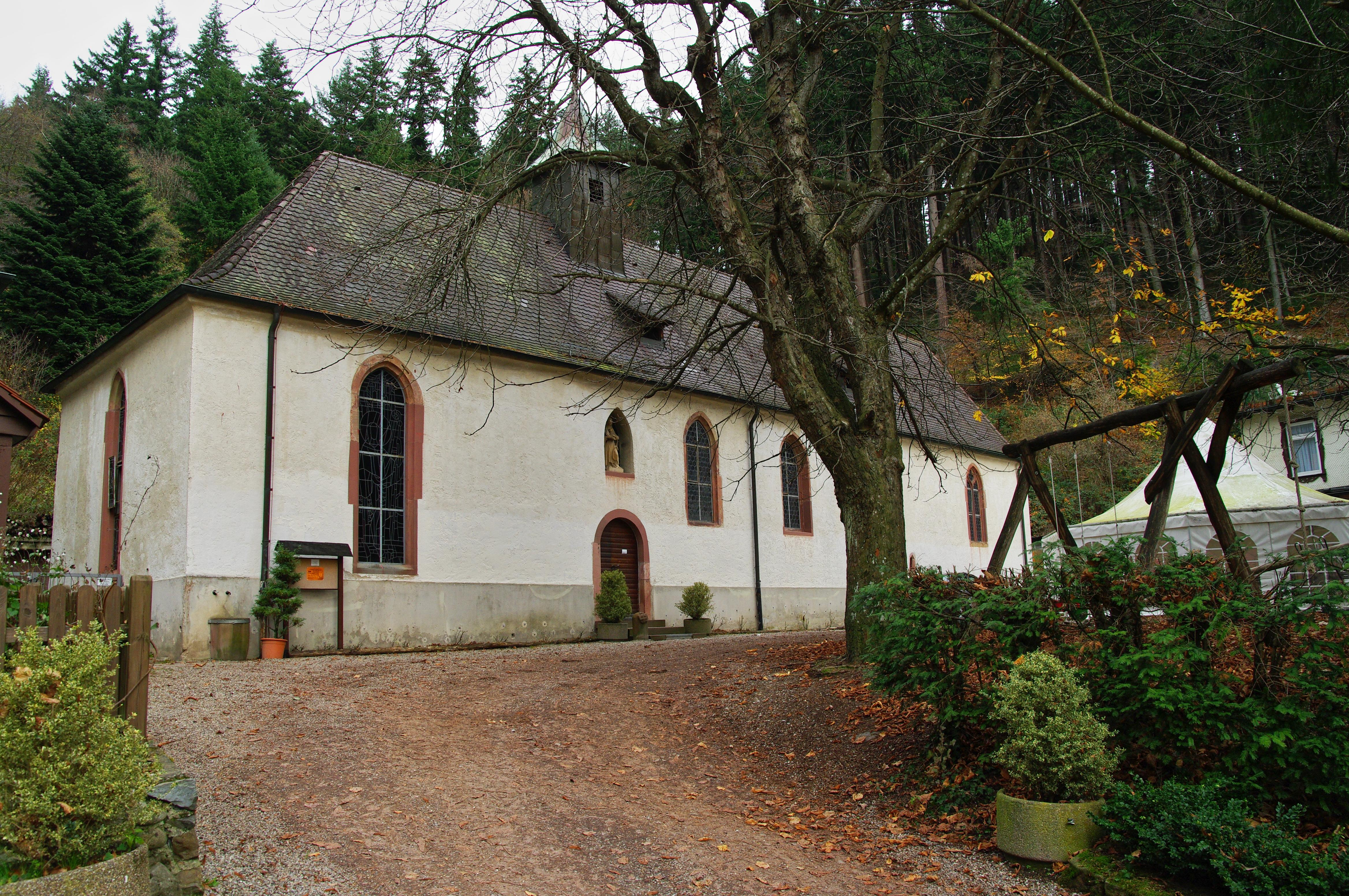
Santa Odilia

La iglesia de peregrinación de Santa Odilia (St.Ottilien) es un santuario forestal en el barrio Waldsee (Lago Forestal) de Friburgo de Brisgovia, Baden-Wurtemberg, Alemania.

## Ubicación
Se encuentra a una altitud de 480 m en un claro en la parte superior del Barranco de Santa Odilia en el bosque municipal de Friburgo en la ladera sur del monte Roßkopf a una distancia de aproximadamente 750 metros de la capilla forestal de San Wendelino.

## Historia
Es uno de los lugares de peregrinación más antiguos de Alemania. La primera capilla fue construida en 679.